# Bože Pravde
Bože Pravde (tiếng Serbia Kiril: Боже правде, tiếng Việt: Chúa của công lý) là quốc ca Serbia. Nó được sáng tác năm 1872 bởi 2 nhạc sĩ Davorin Jenko & Jovan Đorđević.

## Lời

### Tiếng Serbia
I

Боже правде, ти што спасе

од пропасти досад нас,

чуј и одсад наше гласе

и од сад нам буди спас.

Моћном руком води, брани

будућности српске брод,

𝄆 Боже спаси, Боже xрани,

српске земље, српски род! 𝄇

II

Сложи српску браћу драгу

на свак дичан славан рад,

слога биће пораз врагу

а најјачи српству град.

Нек на српској блиста грани

братске слоге златан плод,

𝄆 Боже спаси, Боже xрани

српске земље, српски род! 𝄇

III

Нек на српско ведро чело

твог не падне гнева гром

Благослови Србу село

поље, њиву, град и дом!

Кад наступе борбе дани

к победи му води ход

𝄆 Боже спаси, Боже xрани

српске земље, српски род! 𝄇

IV

Из мрачнога сину гроба

српске славе нови сјај

настало је ново доба

Нову срећу, Боже дај!

Отаџбину српску брани

петвековне борбе плод

𝄆 Боже спаси, Боже брани

моли ти се српски род! 𝄇

### La tinh hóa
I
Bozhe pravde, ti shto spase
od propasti dosad nas,
chui i odsad nashe glase
i od sad nam budi spas.
Motshnom rukom vodi, brani
budutshnosti srpske brod,
𝄆 Bozhe spasi, Bozhe hrani,
srpske zemlye, srpski rod! 𝄇
II
Slozhi srpsku bratshu dragu
na svak dichan slavan rad,
sloga bitshe poraz vragu
a nayyachi srpstvu grad.
Nek na srpskoi blista grani
bratske sloge zlatan plod,
𝄆 Bozhe spasi, Bozhe hrani
srpske zemlye, srpski rod! 𝄇
III
Nek na srpsko vedro chelo
tvog ne padne gneva grom
Blagoslovi Srbu selo
polye, nyivu, grad i dom!
Kad nastupe borbe dani
k pobedi mu vodi hod
𝄆 Bozhe spasi, Bozhe hrani
srpske zemlye, srpski rod! 𝄇
IV
Iz mrachnoga sinu groba
srpske slave novi syai
nastalo ye novo doba
Novu sretshu, Bozhe dai!
Otadzhbinu srpsku brani
petvekovne borbe plod
𝄆 Bozhe spasi, Bozhe brani
moli ti se srpski rod! 𝄇
Dịch sang tiếng Việt
Chúa của công lý, ơn Người đã cứu chúng con
Từ trong vực thẳm nô lệ sâu nhất,
Lắng nghe tiếng nói của những người con nơi đây
Giúp đỡ chúng con trong quá khứ.

Bằng bàn tay mạnh mẽ của Người
Người vẫn bảo vệ chúng con trên con đường gập ghềnh,
𝄆 Xin Chúa hãy cứu rỗi và nuôi dưỡng,
Đất nước Serbia, con đường Serbia! 𝄆

II
Mong sao anh em ta đoàn kết bình yên
Tình yêu thương sẽ không bao giờ thất bại,
Mong sao bọn thù địch đáng ghét kia
Đừng chiến thắng quân đội chúng ta.

Hãy để cho những quả ngọt của tình thống nhất
Kết trên những ngọn cây của ân sủng tự do,
𝄆 Xin Chúa hãy cứu rỗi và nuôi dưỡng,
Đất nước Serbia, con đường Serbia! 𝄆

III
Ôi Thượng đế! Bọn địch hãy tránh xa sự báo thù của Người
Cơn bão mà Người giáng xuống
Xin Người hãy phù hộ từng ngôi làng Serbia
Từng ngọn núi, cánh đồng, thành phố và ngôi nhà!

Khi người chỉ huy của chúng con xông pha trận mạc
Và chiến thắng dẫn đường cho ông ấy
𝄆 Xin Chúa hãy cứu rỗi và nuôi dưỡng,
Đất nước Serbia, con đường Serbia! 𝄆

IV
Những người con từ trong nấm mồ trỗi dậy
Và vinh quang mới của Serbia được sinh ra
Kỷ nguyên mới mở ra trên đất nước này
Mong đất nước được Chúa phù hộ!

Người đã bảo vệ quê hương Serbia này
Đây là thành quả năm trăm năm đấu tranh
𝄆 Xin Chúa hãy cứu rỗi và nuôi dưỡng,
Đất nước Serbia, con đường Serbia! 𝄆